# La Lettre écarlate (film, 1973)
Pour les articles homonymes, voir La Lettre écarlate.
Pour plus de détails, voir Fiche technique et Distribution.
La Lettre écarlate (titre original : Der Scharlachrote Buchstabe) est un film allemand réalisé par Wim Wenders, sorti en 1973. 
Il s'agit d'une adaptation du roman américain La Lettre écarlate (The Scarlet Letter) de Nathaniel Hawthorne.

## Synopsis
L'action se déroule à Salem, Nouvelle-Angleterre, au XVIIe siècle. Esther Prynne vit seule depuis la disparition de son mari. Elle accouche d'une fille adultère et devra porter une lettre rouge, symbole de son infamie, puisqu'elle refuse de divulguer le nom de son amant. 

## Fiche technique
- Titre : La Lettre écarlate
- Titre original : Der Scharlachrote Buchstabe
- Réalisation : Wim Wenders
- Scénario : Bernardo Fernández et Wim Wenders, d'après Der Herr klagt über sein Volk in der Wildnis Amerika de Tankred Dorst et Ursula Ehler, inspiré du roman de Nathaniel Hawthorne
- Production : Wim Wenders
- Musique : Jürgen Knieper
- Photographie : Robby Müller
- Montage : Peter Przygodda
- Direction artistique : Adolfo Cofiño et Manfred Luetz
- Costumes: Carmen Marín
- Pays d'origine : Allemagne de l'Ouest
- Format : Couleurs - 1,66:1 - Mono
- Genre : Drame
- Date de sortie : 
  - Allemagne de l'Ouest : 13 mars 1973

## Distribution
- Senta Berger : Hester Prynne
- Hans Christian Blech : Roger Chillingworth
- Lou Castel : le révérend Dimmesdale
- Yella Rottländer : Pearl, la fille d'Hester
- Yelena Samarina : Mrs Hibbins, la fille du gouverneur Bellingham
- William Layton : le gouverneur Bellingham
- Alfredo Mayo : le gouverneur Fuller
- Ángel Álvarez : le révérend Wilson
- Rüdiger Vogler : le marin
- Laura Currie : Sarah
- Rafael Albaicín : l'indien